# Cēsis (stad)
Cēsis (Lijfs: Venden, Estisch: Võnnu, Duits: Wenden, Pools: Kieś) is een stad in Letland, gelegen aan de rivier Gauja in de provincie Vidzeme. Het is de hoofdplaats van de gemeente  Cēsis en was dat tot 2009 van het district Cēsis. De stad had in 2023 14.713 inwoners.
Cēsis is ook een kuuroord en een toeristisch centrum. Een deel van het Nationaal Park Gauja ligt op het grondgebied van de gemeente.
Cēsis is lid van de Unie van Baltische Steden.

## Geschiedenis
De Lijfse naam Venden en de Duitse naam Wenden zijn afgeleid van de Venden, een volk dat in de twaalfde eeuw op deze plaats woonde, maar later opging in de Letten. Het is niet helemaal zeker, maar vermoedelijk spraken ze een Fins-Oegrische taal.
In het begin van de dertiende eeuw werd het gebied veroverd door de Orde van de Zwaardbroeders. Onder hun regime werd Cēsis in 1206 gesticht.
Onder de Zwaardbroeders en hun opvolgers, de Lijflandse Orde, werd Cēsis een welvarende stad. In de veertiende eeuw trad de stad toe tot de Hanze. Cēsis kreeg in 1323 stadsrechten en van dat jaar dateert ook het stadswapen. 
In 1578 versloeg Stefanus Báthory, koning van Polen en grootvorst van Litouwen, in de Slag bij Wenden tsaar Ivan IV van Rusland, die Lijfland was binnengevallen. Lijfland was toen al schatplichtig aan de Poolse koning, maar in 1598 werd de stad helemaal Pools en werd ze de hoofdstad van het Woiwodschap Wenden.
In 1621 werd de stad Zweeds en in 1703 Russisch. Dat bleef ze tot de uitroeping van de Letse onafhankelijkheid in november 1918. In 1868 kwam de weg tussen Riga en Pskov gereed en in 1889 de spoorlijn tussen Riga en Valka, die allebei langs Cēsis komen.
De Poolse, Zweedse en Russische heerschappij maakten geen eind aan de machtspositie van de Duitstalige elite in Lijfland, die zich in de middeleeuwen in het gebied had gevestigd als grootgrondbezitters en kooplui. De meeste lokale bestuurders, en ook de notarissen, rechters en advocaten, waren Baltische Duitsers. Pas toen Letland onafhankelijk was geworden, was hun rol uitgespeeld.
In 1919 versloegen Estische en Letse onafhankelijkheidsstrijders in de omgeving van de stad een leger van Duitsers die Letland voor Duitsland wilden veroveren. Deze slag is de geschiedenis ingegaan als de Slag bij Cēsis. Het was een belangrijk keerpunt in de Letse Onafhankelijkheidsoorlog.
In de jaren na de Tweede Wereldoorlog werd de stad aanzienlijk uitgebreid met de voor de Sovjet-Unie karakteristieke flatwijken. Hoewel veel nieuwkomers etnische Russen waren, is de overgrote meerderheid van de bevolking (bijna 85 procent) nog steeds etnisch Lets.

## Bevolking

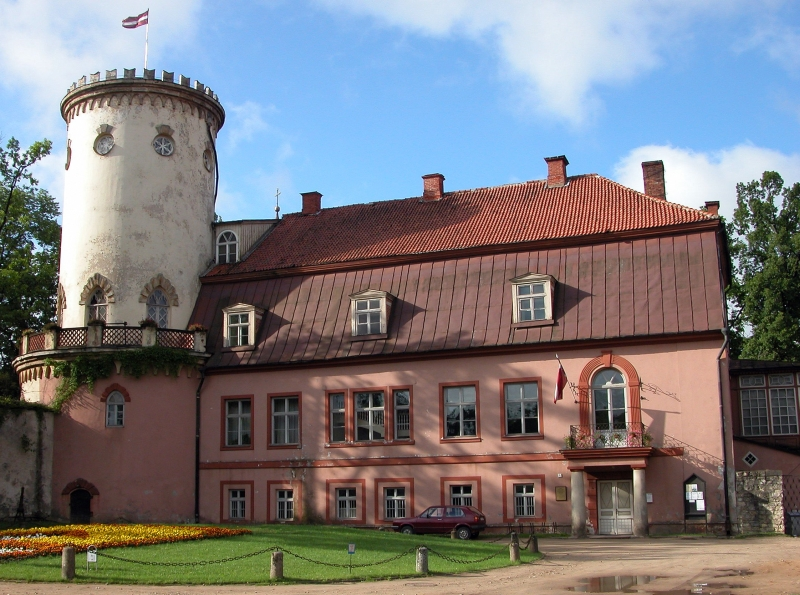
Het landhuis van graaf Sievers, nu stedelijk museum

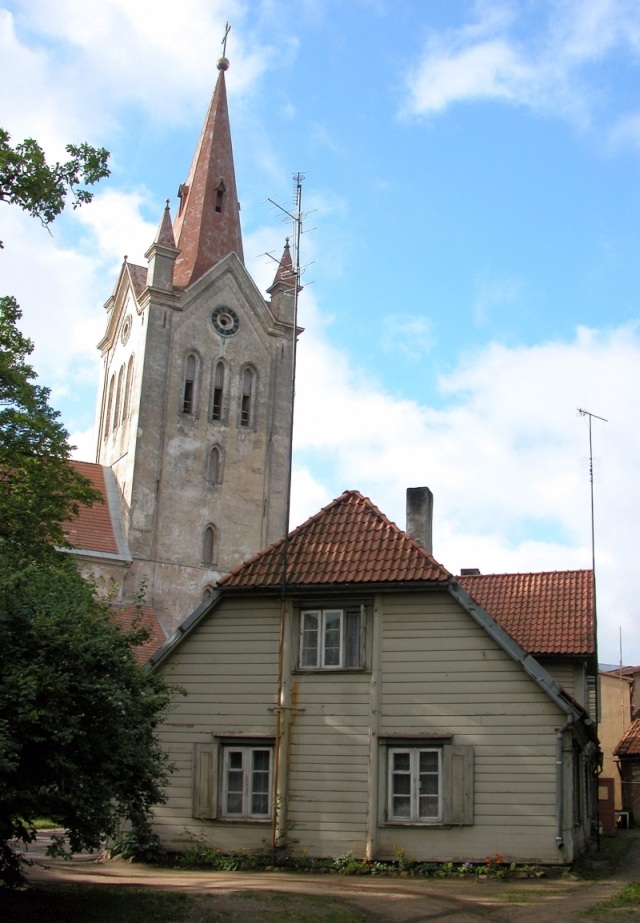
De Johanneskerk

Ontwikkeling van het aantal inwoners
| Jaar | Bevolking |  | Jaar | Bevolking |
| ---- | --------- |  | ---- | --------- |
| 1897 | 6.356     |  | 1989 | 21.123    |
| 1935 | 8.748     |  | 2000 | 18.732    |
| 1939 | 8.500     |  | 2010 | 18.144    |
| 1959 | 13.351    |  | 2014 | 17.356    |
| 1970 | 17.381    |  | 2020 | 14.960    |
| 1979 | 19.445    |  | 2023 | 14.713    |

Bevolking naar etniciteit (2010)
| Groep      | Aantal | Percentage |
| ---------- | ------ | ---------- |
| Letten     | 15.130 | 83,4       |
| Russen     | 2.113  | 11,7       |
| Wit-Russen | 225    | 1,2        |
| Polen      | 194    | 1,1        |
| Anderen    | 475    | 2,6        |
| Totaal     | 18.137 | 100,0      |

Bron: LR Centrālā statistikas pārvalde (Lets Bureau voor de Statistiek)

## Bezienswaardigheden

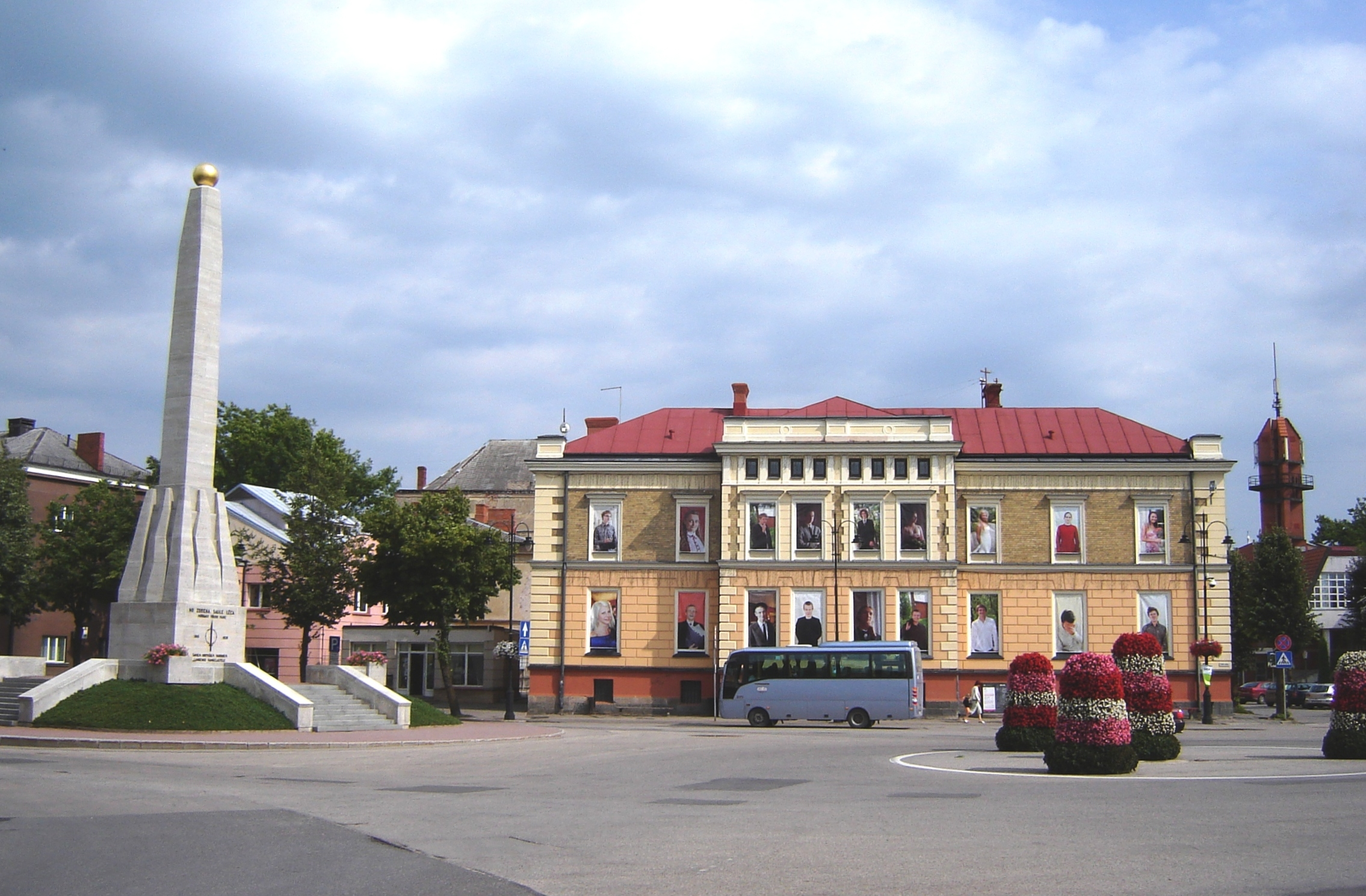
Het centrum van de stad met het Overwinningsmonument

Het bekendste gebouw van Cēsis is de burcht, waarvan de bouw begon in 1209, op de plaats waar eerder een houten burcht van de Venden stond. Later werd het de residentie van de ordemeester van de Zwaardbroeders. Het werd in 1577 vernield, later herbouwd, maar in 1703 opnieuw grotendeels vernield. Een deel van de ruïnes moest op het eind van de achttiende eeuw wijken voor het landhuis van graaf Sievers, de toenmalige eigenaar van het terrein. Een van de torens is in het landhuis opgenomen. In dat gebouw is tegenwoordig het stedelijk museum gevestigd. De rest van de burcht is nog steeds ruïne.
Een ander oud gebouw is de Johanneskerk, gebouwd in de jaren 1281-1284. De kerk werd luthers in 1524. In 1577 degradeerde tsaar Ivan IV van Rusland, die Cēsis had veroverd, de kerk tot een paardenstal. Het volgende jaar werd Ivan verslagen door Stefanus Báthory, koning van Polen, die er weer een katholieke kerk van maakte. De kerk kreeg zelfs de status van kathedraal. Toen de stad in 1621 door de Zweden was veroverd, werd de kerk weer luthers.
De kerk is in de loop van zijn bestaan diverse malen door brand en oorlogshandelingen vernield. De laatste keer dat de kerk weer grotendeels opnieuw moest worden opgebouwd, was na de Tweede Wereldoorlog.
Hoewel het stratenpatroon van de stad nog uit de middeleeuwen stamt, zijn er verder geen middeleeuwse gebouwen bewaard gebleven. Cēsis is in de loop van de geschiedenis namelijk drie maal vrijwel met de grond gelijk gemaakt, de laatste maal in 1703. De oudste gebouwen dateren dus uit de achttiende eeuw.
In 1924 kreeg Cēsis een ‘Overwinningsmonument’ ter herdenking van de Letse strijders die tijdens de onafhankelijkheidsoorlog (1918-1920) waren gesneuveld. In 1951, tijdens de Sovjetbezetting, werd het monument opgeblazen. In 1998 is het herbouwd.

## De Wendensche Kreispost

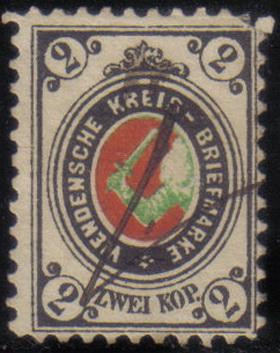
Postzegel uitgegeven door de Wendensche Kreispost in 1880. De arm met het zwaard was het wapen van het toenmalige district Wenden

Tussen 1862 en 1903 was in Cēsis en omgeving een eigen postdienst actief, die vooral het omringende platteland bediende, de Wendensche Kreispost. Hoewel Letland in die jaren bij het Keizerrijk Rusland hoorde, was de voertaal bij de postdienst Duits. De grootgrondbezitters rond de stad, voor wie de postdienst was opgezet, waren immers Duitstalig. De postdienst gaf eigen postzegels uit, eerst met Duitse, later met Russische teksten.
De brieven die met deze postzegels waren gefrankeerd, werden door de postbode meegenomen op zijn ronde langs de landgoederen en direct door hem bezorgd. Ze kwamen dus zelden langs een postkantoor. De postzegels zijn dan ook zelden met een stempel vernietigd, maar meestal met een kras van de pen die de postbode bij zich had.

## De Letse vlag

De vlag van Letland

Volgens de overlevering is Cēsis de bakermat van de Letse vlag. Hier kwam ooit een Letse leider om in een veldslag. Hij werd in een doek gewikkeld, die door zijn bloed rode randen kreeg. Het midden bleef wit. De vlag werd in elk geval al in de Middeleeuwen gebruikt door Letse troepen. In 1921 werd het de officiële vlag van het onafhankelijke Letland.

## Bekende inwoners
- Inga Alsiņa (1979), actrice
- Alfrēds Kalniņš (1879-1951), componist
- Edvins Kengis (1959), schaakgrootmeester